# Antonio Buero Vallejo
 (septembre 2013).
Si vous disposez d'ouvrages ou d'articles de référence ou si vous connaissez des sites web de qualité traitant du thème abordé ici, merci de compléter l'article en donnant les références utiles à sa vérifiabilité et en les liant à la section « Notes et références ».
Antonio Buero Vallejo (29 septembre 1916, Guadalajara - 29 avril 2000, Madrid) est un dramaturge espagnol appartenant à la Génération de 36.
Il obtient en 1996 le Prix national des Lettres espagnoles, et surtout le Prix Cervantes en 1986.

## Biographie
De 1934 à 1936, il étudie l'art et la peinture à la San Fernando Escuela de Arte, à Madrid.
Durant la guerre civile, il est aide médical dans l'armée républicaine. Après le conflit, il est emprisonné durant six années.
Une fois libéré, il écrit Historia de una escalera en 1949. Cette œuvre qui dépeint l'Espagne d'après la guerre d'Espagne lui vaut de remporter le prix Lope de Vega, ce qui fait de lui un auteur en vue. Alors que d'autres auteurs ont quitté le pays pour fuir la censure, Vallejo reste et use de symbolisme pour critiquer la dictature de Franco.
En 1971, il est élu à la Real Academia Española. En 1993, il reçoit la Médaille d'or du mérite des beaux-arts par le Ministère de l'Éducation, de la Culture et des Sports.
Il meurt en 2000 d'un arrêt cardiaque à l'hôpital Ramón y Cajal de Madrid.

## Caractéristiques de son œuvre
Le thème commun de ses œuvres est le drame de l'individu, vu selon un point de vue social, éthique et moral.
La critique a réparti ses pièces de théâtre en trois groupes :
- théâtre symboliste : En la ardiente oscuridad, La tejedora de sueños, et Irene, o el tesoro
- critique sociale : Historia de una escalera, Las cartas boca abajo et El tragaluz
- drames historiques : Un soñador para un pueblo, Las Meninas, El concierto de San Ovidio et El sueño de la razón.

## Œuvre
- Historia de una escalera (1949)
- En la ardiente oscuridad (1950)
- La tejedora de sueños (1952)
- La señal que se espera (1952)
- Casi un cuento de hadas (1953)
- Madrugada (1953)
- Irene o el tesoro (1954)
- Las cartas boca abajo (1957)
- Hoy es fiesta (1955)
- Un soñador para un pueblo (1958)
- Las Meninas (1960)
- El concierto de San Ovidio (1962)
- Aventura en lo gris (1963)
- El tragaluz (1967)
- La doble historia del doctor Valmy (1968)
- El sueño de la razón (1970)
- La detonación (1977)
- Llegada de los dioses (1971)
- La Fundación (1974)
- Jueces en la noche (1979)
- Caimán (1981)
- Diálogo secreto (1984)
- Lázaro en el laberinto (1986)
- Música cercana (1989)
- Las trampas del azar (1994)
- Misión al pueblo desierto (1999)